# Anatista lafertei
Anatista lafertei är en skalbaggsart som beskrevs av Ferdinando Arborio Gattinara di Breme 1844. Anatista lafertei ingår i släktet Anatista och familjen Rutelidae. Inga underarter finns listade i Catalogue of Life.